# Проклятие Билли Пенна

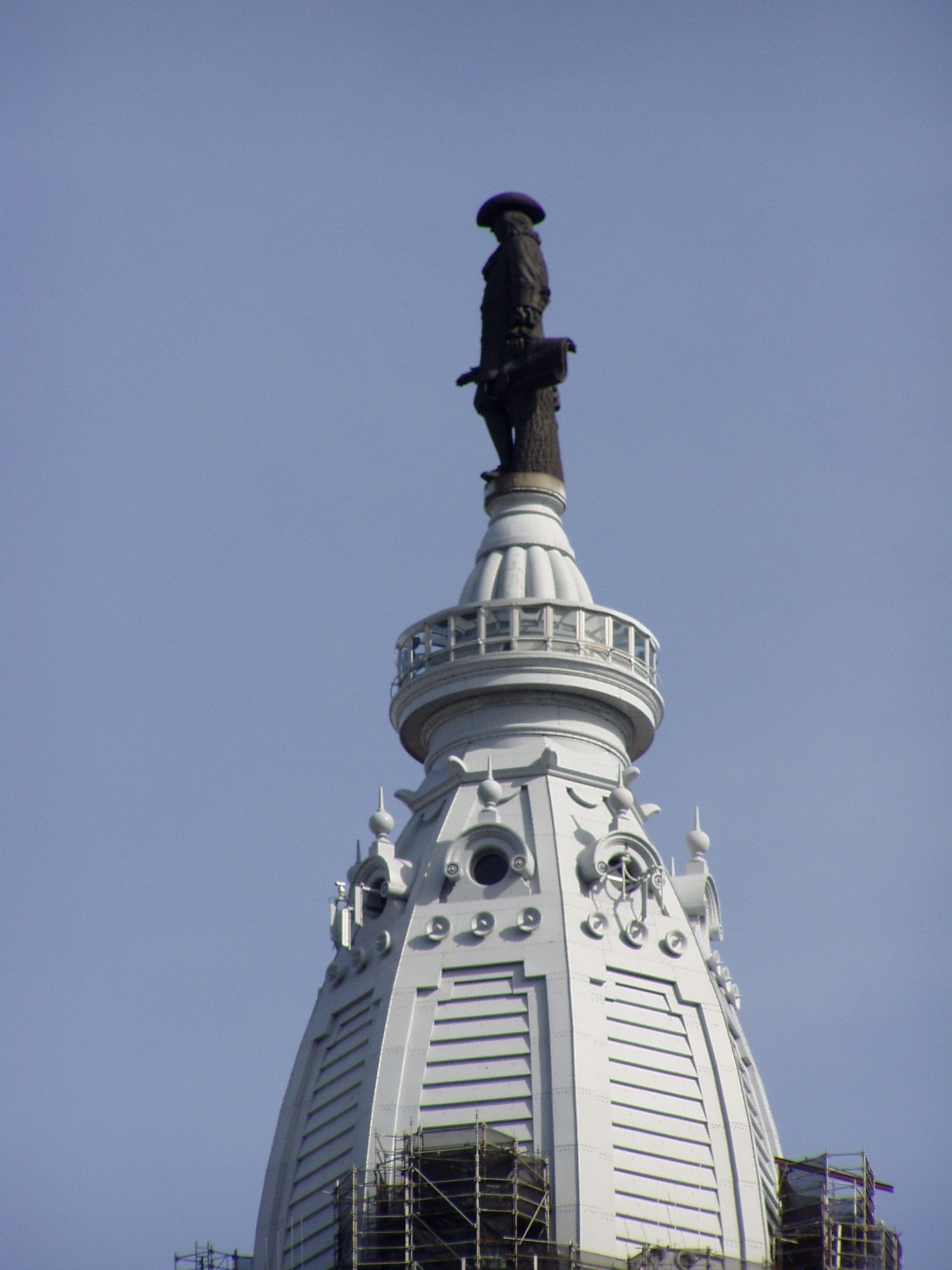
Бронзовая статуя Билли Пенна на вершине здания мэрии Филадельфии

«Прокля́тие Би́лли Пе́нна» (англ. Curse of Billy Penn) — легенда об обиде на Филадельфию основателя города Уильяма Пенна, заключающаяся в том, что с момента постройки в 1987 небоскрёба One Liberty Place — первого сооружения, превысившего по своей высоте Филадельфийскую ратушу с бронзовой статуей Пенна на вершине, ни один профессиональный спортивный клуб Филадельфии не может одержать победу в турнире, в котором принимает участие.
Проклятие было снято 29 октября 2008 когда бейсбольный клуб «Филадельфия Филлис» выиграл Мировую серию 2008, через 1 год и 4 месяца после того, как на вершину Комкаст-центр, самого высокого здания в Филадельфии, была поднята 4-дюймовая копия статуи, в надежде снять проклятие.
Легенда получила такую широкую известность в Филадельфии, что о ней был снят фильм с аналогичным названием.